# سامي سبيكمان
سامي سبيكمان (بالإنجليزية: Sammy Speakman)‏ هو لاعب كرة قدم بريطاني في مركز نصف الجناح، ولد في 27 يناير 1934 في Huyton ‏ في المملكة المتحدة. لعب مع نادي ترانمير روفرز ونادي ميدلزبره وويغان أتلتيك.